# 1850-1859

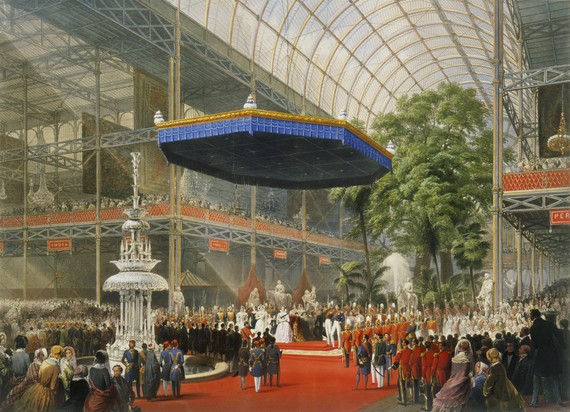

De jaren 1850-1859 (van de christelijke jaartelling) zijn een decennium in de 19e eeuw.

## Meerjarige gebeurtenissen en ontwikkelingen
Krimoorlog

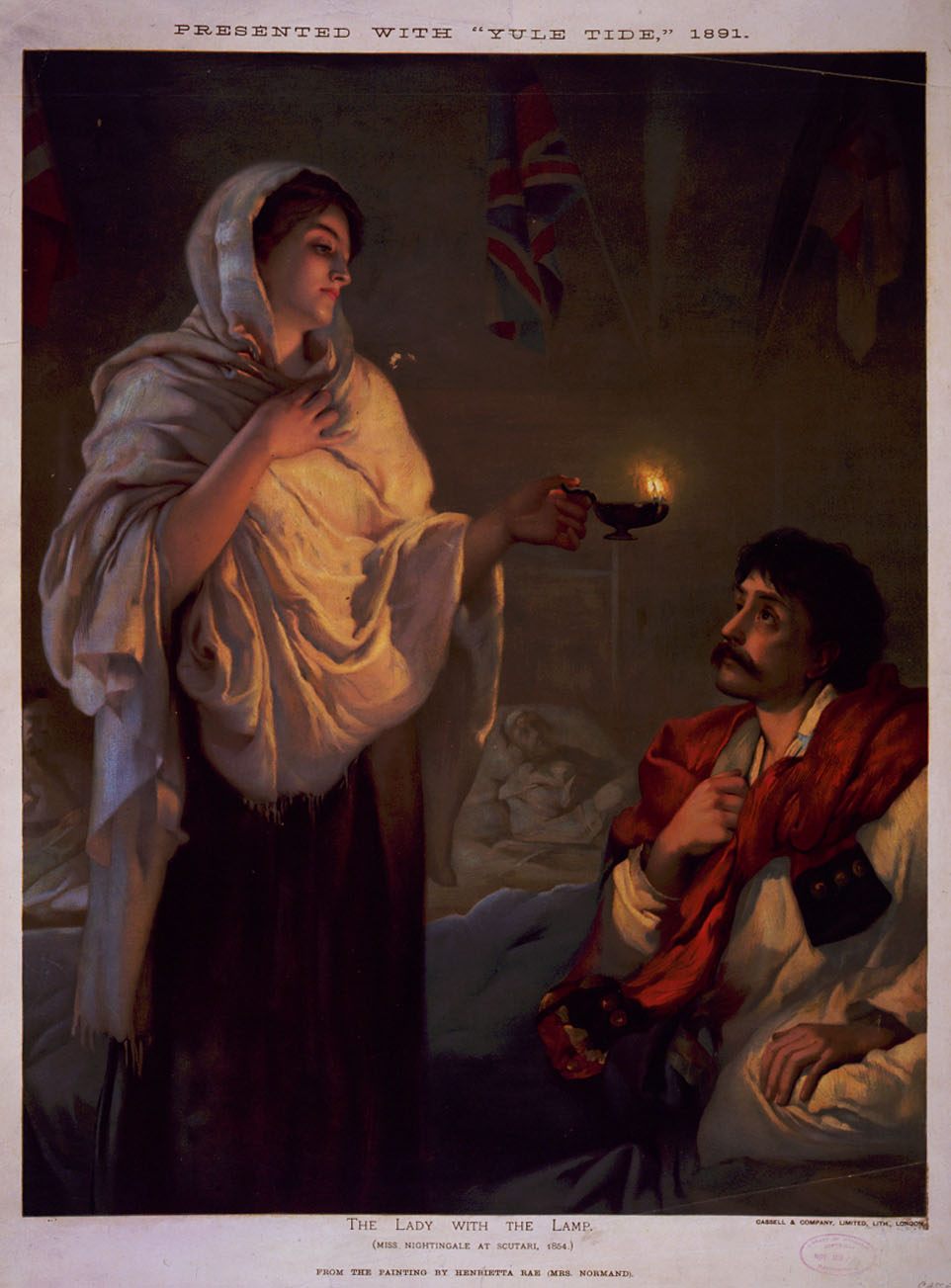
De vrouw met de lamp

- 1853-1856 : De Krimoorlog wordt beschouwd als een van de eerste "moderne" oorlogen omdat hij "technische veranderingen invoert die de toekomstige koers van oorlogvoering mede gaan bepalen," inclusief het eerste gebruik van stoomboten en spoorwegen voor de aanvoer van manschappen en materieel, en de telegrafische communicatie tussen het hoofdkwartier en de commandanten te velde.
- Het conflict staat ook bekend om het werk van Florence Nightingale en Mary Seacole, die de eersten zijn op het vlak van moderne verpleging, terwijl ze zorgen voor gewonde Britse soldaten.
- De Krimoorlog is een van de eerste oorlogen die op grote schaal worden vastgelegd in geschreven rapporten en foto's: onder meer door de journalist William Howard Russell (voor The Times) en de fotograaf Roger Fenton. Het thuisfront blijft, voor het eerst in de geschiedenis, via de kranten op de hoogte van de dagelijkse realiteit van de oorlog.
- Uitvinding door de Britten van de bivakmuts om de manschappen te beschermen tegen de kou.
- 1856 : Vrede van Parijs. De nieuwe tsaar Alexander II moet als verliezer van de oorlog instemmen met een neutralisatie van de Zwarte Zee, maar behoudt wel de Krim. De Krim-Tataren, die in de oorlog de Osmanen hebben gesteund, vluchten massaal naar Turkije.

Europa
- 1852 : De centralistische en conservatieve Alexander von Bach wordt de leidende figuur in de Oostenrijkse regering.
- 1858 : Ontmoeting van Plombières. Cavour en de Franse keizer Napoleon III komen overeen dat Frankrijk Piëmont-Sardinië militair zou steunen in geval van een inval van Oostenrijk, in ruil voor Franse territoriale expansie.
- 1859 : Slag bij Solferino. De gezamenlijke legers van Piëmont en Frankrijk verslaan het keizerrijk Oostenrijk.
- 1859 : Verdrag van Zürich. Piëmont verwerft Lombardije, Napoleon III lijft het graafschap Nice en het hertogdom Savoye in.
- 1859 : Alexander Jan Cuza wordt vorst van de Donauvorstendommen Walachije en Moldavië.

België
- 1850 - Oprichting van de Nationale Bank van België.
- 1857 - 4 maart: Oprichting van de eerste vakbond in België: de Broederlijke Maatschappij der Wevers in Gent.
- Tussen 1854 en 1857 wordt het Kanaal naar Beverlo gegraven ten behoeve van de garnizoensplaats Leopoldsburg. Deze heeft voor de bevoorrading en het transport van zwaar militair materiaal behoefte aan goede toegangswegen. Nadien wordt het kanaal ook van belang voor de metaalindustrie (Vieille Montagne) die zich te Lommel vestigt.

Nederland
- Onder het kabinet-Thorbecke I komen belangrijke liberale wetten tot stand. Zo worden allerlei heffingen afgeschaft en komen er nieuwe regelingen voor het lokaal bestuur. Het verschil tussen steden en dorpen verdwijnt: er zijn alleen gemeentes.
- 1853 - Na drie eeuwen van afwezigheid worden weer vijf rooms-katholieke bisdommen geïnstalleerd, namelijk 's-Hertogenbosch, Utrecht, Breda, Roermond en Haarlem. Zie Herstel van de bisschoppelijke hiërarchie en de Aprilbeweging.
- Tussen 1850 en 1858 wordt het Staatsbedrijf der Posterijen opgebouwd. De steden krijgen een postkantoor en op veel straathoeken verschijnen brievenbussen. Zesmaal per dag wordt de briefpost rondgebracht door beëdigde postbodes. Ook op het platteland bezorgt men enkele malen per week de post. Naar Engels voorbeeld wordt de postzegel ingevoerd. Het tarief wordt nog bepaald door de afstand, maar in 1860 wordt een brief tegen het stuivertarief door het hele land bezorgd. Het aantal brieven verdriedubbelt in dit decennium van nog geen 5 miljoen tot bijna 15 miljoen.
- Tussen 1852 en 1857 wordt een netwerk van telegraaflijnen aangelegd dat de grote steden met elkaar en met Duitsland en België verbindt.
- Van 1848 tot 1852 wordt het Haarlemmermeer drooggelegd. In 1849 wordt ook een eerste plan gemaakt om de Zuiderzee af te sluiten.
- Veel wetgeving komt tot stand ter uitvoering van de nieuwe grondwet van 1848. De Provinciewet, de Gemeentewet, de Armenwet en de Schoolwet. De laatste leidt eerst tot een kabinetscrisis, waarna de voorzitter van de vereniging School met de Bijbel Van der Brugghen een wet door de Kamers krijgt. Tot grote onvrede van zijn politieke geestverwant Groen van Prinsterer, wiens ideaal van de nationale christelijke school vervliegt.
- Als de Rhijnspoorweg in 1851 de Pruisische grens bereikt, sluit het Engelse Breedspoor niet aan op het Duitse normaalspoor. Tussen 1851 en 1855 wordt het hele traject Amsterdam - Oostgrens opnieuw gelegd.
- De Leidse jurist J.Th. Buys pleit in 1851 voor opheffing van het monopolie op het haringkaken, waardoor de Noordzeevisserij voor meer vissers toegankelijk zou worden. Hij mag dit idee uitwerken als secretaris van een adviescommissie, en in 1857 komt een liberale Visserijwet tot stand.
- In het liberale getij rijst steeds meer kritiek op de broodzetting, het vaststellen door de gemeentebesturen van maten, gewichten en prijzen van brood. Amsterdam is in 1854 een van de eerste gemeentes die de broodzetting afschaft. Het is ook daar, dat in 1857 de eerste broodfabriek wordt opgericht.

Suriname
- Van 1849 tot 1855 staat Heinrich Wullschlägel aan het hoofd van de zending van de Evangelische Broedergemeente Suriname. Daarnaast brengt hij een uitgebreide botanische collectie bijeen en stelt een woordenboek van het Sranantongo samen.

Amerika
- Vanaf 1849 komen de Californische goldrush en de Colorado goldrush op gang. San Francisco groeit in enkele jaren van 500 naar 25.000 inwoners. Hierdoor overspoelen Europese en Amerikaanse avonturiers het land van de indianen. Dit zal al gauw leiden tot een open oorlog tussen de blanken en indianen.
- In 1850 start de Panama Railroad Company een spoorweg tussen beide oceanen aan te leggen, en vijf jaar later is het werk af. Het verlies aan mensenlevens is enorm, vele duizenden hebben aan de lijn gewerkt en zeker 5000 hiervan zijn omgekomen door malaria, gele koorts, ongevallen, geweld en zelfmoord. De kosten van het werk bedragen 8 miljoen dollar, een veelvoud van de geraamde kosten. De opbrengsten overtreffen de verwachtingen ook; al in 1859 is de investering terugverdiend. Het succes is mede een gevolg van de goudvondsten in Californië in 1848.
- De president van de VS Franklin Pierce (1853 - 1857) laat de kwestie van de slavernij uit de hand lopen. Vooral in Kansas komt het tot gewapende confrontaties ("bleeding Kansas"). De roman De negerhut van Oom Tom wint in het noorden van de VS veel geesten voor het abolitionisme.
- De Amerikaanse avonturier William Walker weet in 1853 de Mexicaanse staten Neder-Californië en Sonora te veroveren en sticht er een republiek. Hij wordt echter snel verslagen door het Mexicaanse leger en vlucht terug naar de Verenigde Staten. Hij wordt aangeklaagd wegens illegale oorlogvoering, maar vrijgesproken. In 1855 weet hij Nicaragua te veroveren, en roept zichzelf uit tot president. Twee jaar later wordt hij afgezet door het Amerikaanse leger. Hij sterft in 1860 tijdens een poging Honduras te veroveren.
- 1858 - De Hervormingsoorlog, een burgeroorlog tussen liberalen en conservatieven, breekt uit in Mexico.

Azië
- 1850 : In Zuid-China breekt de Taiping-opstand uit. Het door revolutionairen gestichte rijk bereikt een omvang van een derde van de Chinese bevolking, met Nanking als hoofdstad. Van de christelijk-sociale beginselen komt weinig terecht en in de praktijk blijken de leiders corrupte en gewelddadige dictators te zijn.
- 1851 : Nianopstand. Ook in het noorden breekt opstand uit.
- 1856-1860 : Tweede Opiumoorlog. Een tweede oorlog tussen een alliantie van het Verenigd Koninkrijk en het Franse Keizerrijk tegen China.
- 1852-1854 : Een Amerikaans smaldeel onder commando van admiraal Perry dwingt het Japanse shogunaat om na ruim twee eeuwen isolement de Japanse grenzen te openen voor buitenlandse handel.
- 1854 : Conventie van Kanagawa. Perry slaagt erin, dat de Japanse havens van Shimoda en Hakodate voortaan open worden gesteld voor niet-Japanse schepen.
- 1852-1853 : Tweede Anglo-Birmese Oorlog. De Britten zetten Mindon Min op de troon.
- 1856-1857 : Anglo-Perzische Oorlog. De oorlog vindt plaats in de context van The Great Game, het conflict tussen Rusland en het Verenigd Koninkrijk over de macht over Centraal Azië.
- 1857 : De Sepoy-opstand van Indiase hulptroepen leidt tot het einde van de Britse Oost-Indische Compagnie. Haar positie wordt overgenomen door Brits-Indië.
- 1858 : Verdrag van Aigun. De Russische gouverneur van Oost-Siberië Nikolaj Moeravjov krijgt opdracht om een grensverdrag met China bij de rivier de Amoer te sluiten. Hij stuurt expedities naar het gebied en begint vast met de kolonisatie van de noordelijke oever, zodat de Chinezen zich maar bij de feiten neerleggen.
- 1858 : De Nederlandse Handel-Maatschappij opent een kantoor in Singapore, dat de basis vormt voor het oudste bankinstituut dat Singapore rijk is. De bedoeling is bedrijven financieren die plantages in Nederlands-Indië beheren, en is zelf ook eigenaar van een aantal plantages.
- 1858-1862 : Frans-Spaanse veldtocht in Cochin-China.

Afrika
- 1850 : De Denen verkopen hun Afrikaanse kolonie aan de Britten.
- 1850-1858 : De Britse Royal Geographical Society stuurt een expeditie naar Centraal-Afrika. Het doel ervan is het aangaan van relaties met Centraal-Afrikaanse koninkrijken en het verkennen van onbekende oorden. Leider van de expeditie is de Hamburger Heinrich Barth. Ze doorkruisen de Sahara, waarbij er ook een boot vervoerd wordt op de ruggen van kamelen. Expeditielid Adolf Overweg vaart als eerste over het Tsjaadmeer. De Schotse zendeling David Livingstone doorkruist in 1854 en 1855 als eerste westerling Afrika van west naar oost. Hij vertrekt vanuit Bechuanaland stroomopwaarts langs de Zambesi, bezoekt Angola en gaat dan oostwaarts totdat hij Mozambique bereikt. Onderweg ziet hij later het zo genoemde Victoriameer. Een jaar later vertrekken Richard Francis Burton en John Hanning Speke naar Oost-Afrika om de bron van de Nijl te vinden. Daar ontdekken ze het Tanganyikameer. Ze horen er ook verhalen van een tweede meer in de buurt, maar Burton is te ziek om de reis voort te zetten dus gaat Speke alleen verder. Hij vindt in 1858 het meer en geeft het de naam Victoriameer.
- 1852-1854 : Achtereenvolgens erkennen de Engelsen de onafhankelijkheid van Transvaal (1852) en Oranje Vrijstaat (1854).

Godsdienst en levensbeschouwing
- 1856 : Paus Pius IX voert het Hoogfeest van het Heilig Hart in.
- 1858 - Nabij het Franse bergdorpje Lourdes verschijnt de Heilige Maagd Maria achttien maal aan het boerenmeisje Bernadette Soubirous.
- Bij de vrijmetselaarsloge Post Nubila Lux heerst ‘een intellectueel stimulerend klimaat’. Het opschrift ‘Aan God en Onsterfelijkheid’ verdwijnt van het tempelfront en er sluiten zich steeds meer leden aan met socialistische sympathieën. Op 1 oktober 1855 verschijnt het tijdschrift De Dageraad. Het motto van dit tijdschrift is: "Magna est veritas et praevalebit" (Machtig is de waarheid en zij zal zegevieren). Op 12 oktober 1856 wordt de Vrijdenkersvereniging De Dageraad opgericht door de redactieleden van het tijdschrift, die tevens lid zijn van de vrijmetselaarsloge Post Nubila Lux.

Wetenschap en pseudo-wetenschap
- Ontwikkeling van de Riemann-meetkunde.
- De Engelse onderzoeker Alfred Russel Wallace reist van 1854 tot 1862 door de Indische archipel en concludeert uit zijn observaties in 1858 tot een evolutietheorie. Hij stuurt een artikel hierover aan Charles Darwin, die ijlings besluit zijn eigen studie hierover On the origine of species vervroegd te publiceren.
- De natuurkundige William Thomson werkt van 1851 tot 1856 samen met James Prescott Joule. Dit leidt onder andere tot de ontdekking van het Joule-Thomson-effect.
- De Franse diplomaat Arthur de Gobineau wordt bekend door zijn werk over de ongelijkheid van de mens, Essai sur l'inégalité des races humaines (Verhandeling over de ongelijkheid van de menselijke rassen), gepubliceerd in twee delen, 1853 en 1855. Hij is daarvoor geïnspireerd door de Duitse arts Carl Gustav Carus met zijn boek Über die ungleiche Befähigung der verschiedenen Menschenstämme für höhere geistige Entwicklung, 1849.
- De Lombardische antropoloog Paolo Mantegazza reist naar Peru en bestudeert daar het gebruik van coca door inheemse Indianen. In 1858 publiceert hij hierover een artikel: Sulle virtù igieniche e medicinali della coca e sugli alimenti nervosi in generale.

Innovatie

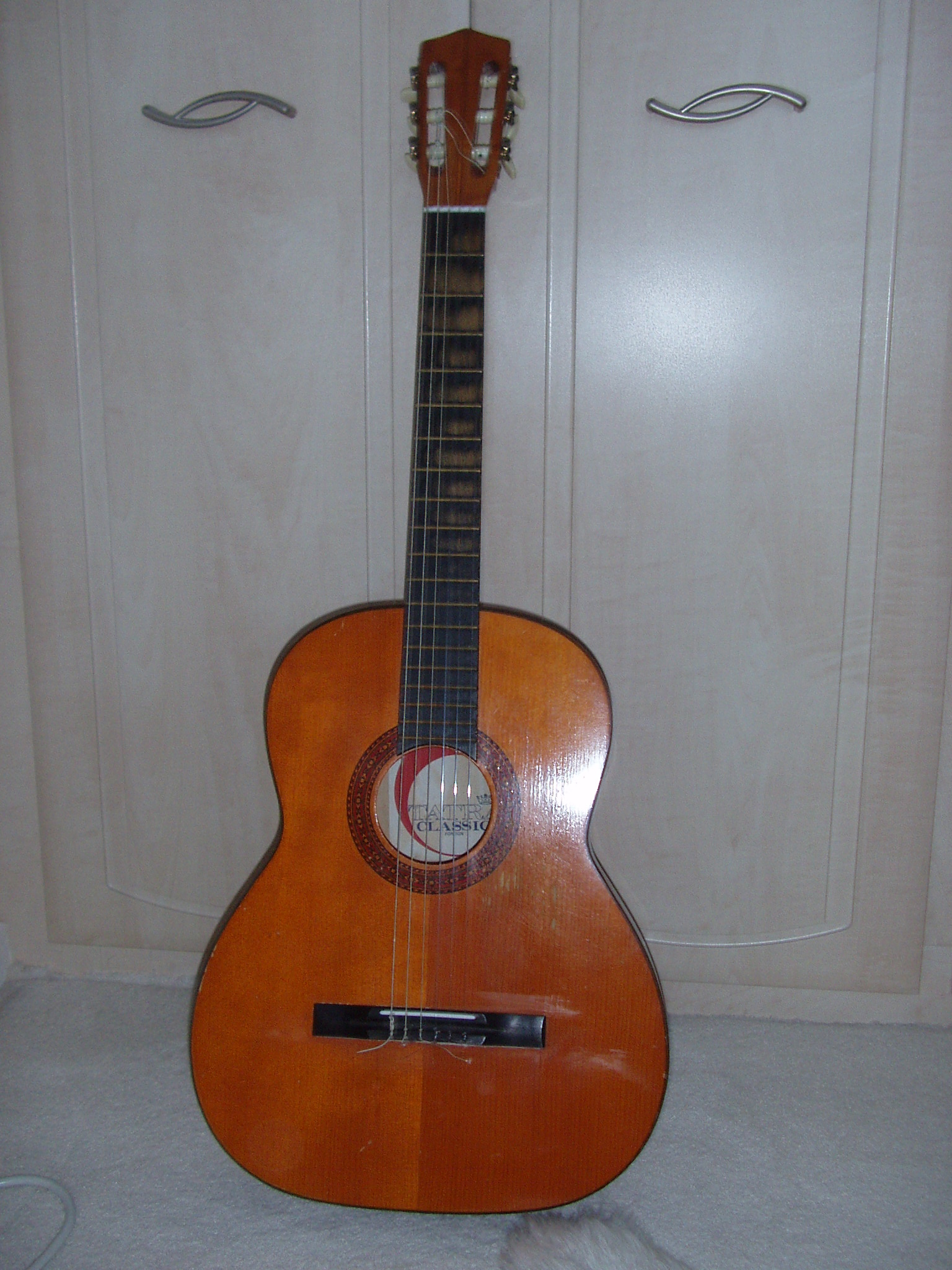
Klassieke gitaar

- De veiligheidslucifer wordt vanaf ongeveer 1855 in groten getale geproduceerd. Daarmee komt de mogelijkheid om op elk moment over vuur te beschikken binnen ieders handbereik.
- Er worden onderzeese telegraafkabels gelegd tussen Engeland en Frankrijk en een paar jaar later tussen Engeland en Noord-Amerika. Ontdekt wordt dat met guttapercha, een soort rubber gewonnen uit de balata, een goede beschermlaag rond de kabel kan worden gefabriceerd.
- De aanleg van een telegraafnet tussen de grote steden in Europa en de Verenigde Staten geeft een sterke impuls aan de krantensector. Nieuws kan snel worden verspreid, en het eerste persbureau Reuters Telegram Company wordt opgericht om de bladen van nieuws te voorzien.
- 1855 - Henry Bessemer maakt staal door zuurstof door gesmolten ijzer te sturen waardoor de onzuiverheden door oxidatie worden verwijderd.
- De wc, toilet met waterspoeling, wordt in 1850 bedacht door de Engelsman Albert Giblin. In 1857 brengt de Amerikaan Joseph Gayetty toiletpapier op de markt, nog als losse vellen.
- 1850 - De moderne akoestische gitaar wordt uitgevonden in Spanje.
- De Singer naaimachine komt op de markt.
- De Poolse apotheker Ignacy Łukasiewicz maakt een begin met de winning en destillatie van aardolie. Ook vindt hij de petroleumlamp uit.

Scheepvaart
- In 1853 ontwikkelt de Canadees Robert Foulis een misthoorn, waarvan het geluid wordt opgewekt met behulp van stoom en die telegrafisch kan worden bediend. In 1859 wordt zijn uitvinding geplaatst op Partridge 
Island, in de haven van Saint John.
- Tussen 1848 en 1860 vergaan er maar liefst 72 schepen voor de Texelse kust.
- 1859 : Men begint aan het graven van het Suezkanaal.

Kunstnijverheid
- In Londen wordt de eerste Wereldtentoonstelling gehouden (1851). In 1853 volgt New York en in 1855 Parijs. Het Crystal Palace krijgt een Amerikaanse versie en een antwoord in het Palais de l'Industrie.
- Een aantal op de Great Exhibition tentoongestelde producten vormen de basis voor de aan te leggen collectie van het Victoria and Albert Museum. Het tot nu toe nog altijd geldende didactisch museumconcept, namelijk het aantonen van het verband tussen kunst (Art en Design) en kunstnijverheid (Craft en Technology), is een vinding van de prins-gemaal Albert.
- De Great Exhibition is ook de doorbraak van de Weense meubelmaker Michael Thonet, die eenvoudige beukenhouten stoelen seriematig produceert. Zo slaagt hij er in massieve houtstaven na een urenlange inwerking van hete stoom te buigen, wat de weg vrijmaakt voor massale productie. Er komen ook modellen tot stand van stoelen die met een eenvoudige verbinding door middel van schroeven gemonteerd worden en die in onderdelen geëxporteerd en naar de consument kunnen worden verstuurd. In 1859 maakt hij de stoel Nr. 14, die het voorbeeld bij uitstek zal worden van een succesrijk industrieel product.

Archeologie
- In 1850 gaat de Franse archeoloog Auguste Mariette naar Egypte en na een jaar ontdekt hij er het Serapeum van Saqqara waar de heilige stieren van Apis werden begraven. Hij verblijft er nog verscheidene jaren en in 1858 richt hij de Egyptische oudheidkundige Dienst en het Egyptisch museum op.
- 1856 - Men ontdekt in het naar Joachim Neander genoemde dal (Neanderthal) tussen Düsseldorf en Elberfeld menselijke overblijfselen van hoge ouderdom.
- In 1850-1851 vindt de archeoloog Austen Henry Layard de koninklijke bibliotheek van Ashurbanipal in Ninive met al zijn tabletten en hiermee is er meer dan genoeg materiaal om het geheim van het Babylonisch te ontsluieren. Ook vindt de Britse consul in Iran Rawlinson een aantal rollen van Nebukadnezar II in

Borsippa, maar zijn voornaamste bijdrage ligt in het ontcijferen van het Spijkerschrift.
Kunst en cultuur
- 1858 : Jacques Offenbach componeert zijn opera-bouffon Orphée aux enfers.

Midden-Oosten
- De aanleg vanaf 1857 van de eerste joodse wijk buiten de muren van de Oude Stad van Jeruzalem, Mishkenot Sha'ananim, wordt door de filantropische stichting van Moses Montefiore bekostigd. De eerste twintig huizen met in totaal 28 appartementen, een achttien meter hoge windmolen, een Engelse waterpomp en een gemeenschappelijke oven zijn gereed in 1860.

Stad en land
- Begonnen wordt met de vervening van de Peel ten oosten van Deurne door de Maatschappij Helenaveen.
- Den Haag wordt door een aanleg van Het Kanaal verbonden met Scheveningen. Het doel is  ten eerste, een afvoer van Haags grachtenwater te concretiseren door een aansluiting op de Noordzee te creëren. Ten tweede kan dankzij die doorbraak een haven worden aangelegd.
- In Amsterdam wordt de waterleiding in gebruik genomen die duinwater naar de stad brengt. Het is een aanvulling op het met schuiten aangevoerde Vechtwater, dat in ondergrondse bekkens wordt opgeslagen. De stad Brussel richt in 1857 een waterdistributie op, waarop burgers zich kunnen abonneren.
- Tussen 1851 en 1854 wordt de straatweg Eindhoven - Weert aangelegd, waardoor nu Den Bosch en Maastricht langs een verharde weg verbonden zijn. Tussen 1856 en 1857 wordt de Pruisische rijksweg voltooid die Oldenzaal verbinding geeft met Osnabrück.
- De postcode wordt voor het eerst ingevoerd in Londen in 1858. Londen is zo groot geworden dat de posterij het sorteren van de post niet meer aankan om de stad als een geheel te behandelen.
- De doyenné du Comice wordt ontwikkeld door de Franse tuinbouwvereniging Comice

Horticole, die het perenras kweekt in het stadje Angers in het departement Maine et Loire. 
Medisch
- Sebastian Kneipp, pastoor in Wörishofen, ontwikkelt waterkuren, de zogenaamde Kneippkuren.
- De Schot Alexander Wood vindt in 1853 de injectiespuit uit.

<< · 1850 · 1851 · 1852 · 1853 · 1854 · 1855 · 1856 · 1857 · 1858 · 1859 · >>
<< · 1800-1809 · 1810-1819 · 1820-1829 · 1830-1839 · 1840-1849 · 1850-1859 · 1860-1869 · 1870-1879 · 1880-1889 · 1890-1899 · >>